# 羅氏矛耙麗魚
羅氏矛耙麗魚，為輻鰭魚綱鱸形目隆頭魚亞目慈鯛科的其中一種，分布於非洲幾內亞及賴比瑞亞Kolenté河流域，體長可達8公分，棲息在中底層水域，生活習性不明。